# 華舜欽
華舜欽（1499年—1568年），字叔俞，號余溪，直隸常州府無錫縣人，民籍，明朝政治人物。

## 生平
正德八年（1513年）十五歲入縣學，嘉靖十六年（1537年）丁酉科應天府鄉試第八十一名舉人。嘉靖二十年（1541年）中式辛丑科會試第二百七十名，登第三甲第二十九名進士。初授浙江会稽县知县，二十二年丁父喪，歸家守制。二十五年起任直隸大名縣知縣，開闢城墻南門。二十七年擢升户部主事，次年榷税河西務關，二十九年监兑浙江，事竣還部，因北虜入寇京畿，明年辛亥奉命督饷密雲、通州諸處。三十一年榷税江西九江，三十二年遷员外郎、署郎中，掌司事，三十三年秋實授郎中，冬十一月外放，官至江西瑞州府知府，聞母喪奔歸。三十六年春服阕家居，以考察罢官。隆慶二年（1568年）八月以腹疾卒于家，年七十。

## 家族
曾祖華思淳，壽官；祖父華楷，壽官；父華恩，號愚坦，贈户部主事；母鄒氏，封太安人。具庆下。兄昊欽；堯欽，监生；弟文钦。子華啓直，壬戌进士。
華堯欽（1496年-1583年），字仲安，號守默，年八十時！由侄子华善继代请得江西布政司都事。